# Довжанська (станиця)
Довжанська (рос. Должанская) — станиця в Єйському районі Краснодарського краю. Утворює рос. Должанское сельское поселение.
Населення — 7,1 тис. мешканців (2002), найбільший сільський населений пункт району.
Станиця розташована на березі Азовського моря, біля початку піщаної коси Довга, з півдня яка обмежує Таганрозьку затоку, за 50 км на захід від міста Єйськ. Популярна приморська курортна місцевість.
У народі назва станиці вимовляється як Должа́нка.

## Історія
- Станиця Должанська заснована у 1848 козаками, переселенними з Дніпра.
- До 1920 року входила у Єйський відділ Кубанської області.

## Визначні Пам'ятки
- Музей побуту козаків